# 徐東榕
徐東榕（：／ Seo Dong-yong，1964年9月2日—），大韓民國自由派政治人物，第21屆國會議員。